# Мурлатінамахі
Мурлатінамахі (рос. Мурлатинамахи) — село Акушинського району, Дагестану Росії. Входить до складу муніципального утворення Сільрада Нацинська.
Населення — 29 (2010).

## Населення
За даними перепису населення 2002 року в селі мешкало 37 осіб. У тому числі 19 (51,35 %) чоловіків та 18 (48,65 %) жінок.
Переважна більшість мешканців — даргинці (100 % від усіх мешканців). У селі переважає сирхинсько-тантинська мова.